# Einschleifpaste
Einschleifpaste oder spezieller Ventileinschleifpaste findet bei der Reparatur von Ventilen und anderen möglichst dichten Verschlüssen (Dampfdom-Deckel bei Dampflokomotiven, Ein- und Auslassventile bei Verbrennungsmotoren) Einsatz. Die Paste besteht aus sehr feinem Sand und Fett. Zur Reparatur wird die Paste auf die Fläche zwischen  Ventilteller und Ventilsitzring aufgetragen und danach das Ventil langsam hin und her gedreht. Dadurch werden Ventilteller und Ventilsitzring einander angepasst. Zum Drehen wird auf dem Ventil ein Saugnapf befestigt. An diesem ist entweder ein Stock oder ein spezieller Aufsatz für eine Bohrmaschine befestigt. Diese sollte auch in beide Richtungen drehen.